# Para-cycling
Para-cycling is de tak van de wielersport voor mensen met een lichamelijke handicap. De wereldwijde overkoepelende organisatie voor Para-cycling is vanaf 2007 de UCI. In Nederland is de KNWU de bond waar het para-cycling bij is ondergebracht.
De belangrijkste wedstrijden van het para-cycling zijn de Paralympische Spelen, waar het para-cycling in 1984 voor het eerst op het programma stond. Daarnaast vinden er jaarlijks wereldkampioenschappen wegwielrennen en Wereldkampioenschappen baanwielrennen plaats.

## Disciplines
Het para-cycling kent vier disciplines, die weer in een of meerdere categorieën zijn onderverdeeld.

### Cycling
Renners in de discipline cycling rijden op een normale racefiets, soms met enkele aanpassingen. Cycling is onderverdeeld in vijf categorieën C1 tot en met C5. De renners in de C1 categorie hebben de zwaarste beperking bijvoorbeeld zowel een been als een arm geamputeerd. De renners in C5 de lichtste, bijvoorbeeld een onderarm geamputeerd. In deze discipline van het para-cycling worden er wedstrijden gereden in het wegwielrennen en in het baanwielrennen.

### Tandem
Renners in deze discipline rijden op een tandem. Op deze fiets rijden de renners als duo. De voorste renner bestuurt de tandem en wordt de piloot genoemd, de achterste renner wordt aangeduid als de stoker. De discipline tandem kent maar een categorie de B categorie. In deze categorie rijden renners met een visuele beperking, deze renners rijden als stoker achterop de tandem. In deze discipline van het para-cycling worden er wedstrijden gereden in het wegwielrennen en in het baanwielrennen.

### Tri-Cycling
Renners in deze discipline rijden op een driewieler. De renners in deze discipline hebben door hun beperking een driewieler nodig om in evenwicht te blijven. Tri-Cycling is onderverdeeld in twee categorieën T1 en T2, waarbij de T1 categorie de zwaarste beperking heeft. In deze discipline van het para-cycling worden er alleen wedstrijden gereden in het wegwielrennen.

### Handbiken
Renners in deze discipline rijden op een handbike. Handbiken is onderverdeeld in vijf categorieën H1 tot en met H5. De renners in de H1 categorie hebben de zwaarste beperking die in de H5 de lichtste. In deze discipline van het para-cycling
worden er alleen wedstrijden gereden in het wegwielrennen.

## Afbeeldingen

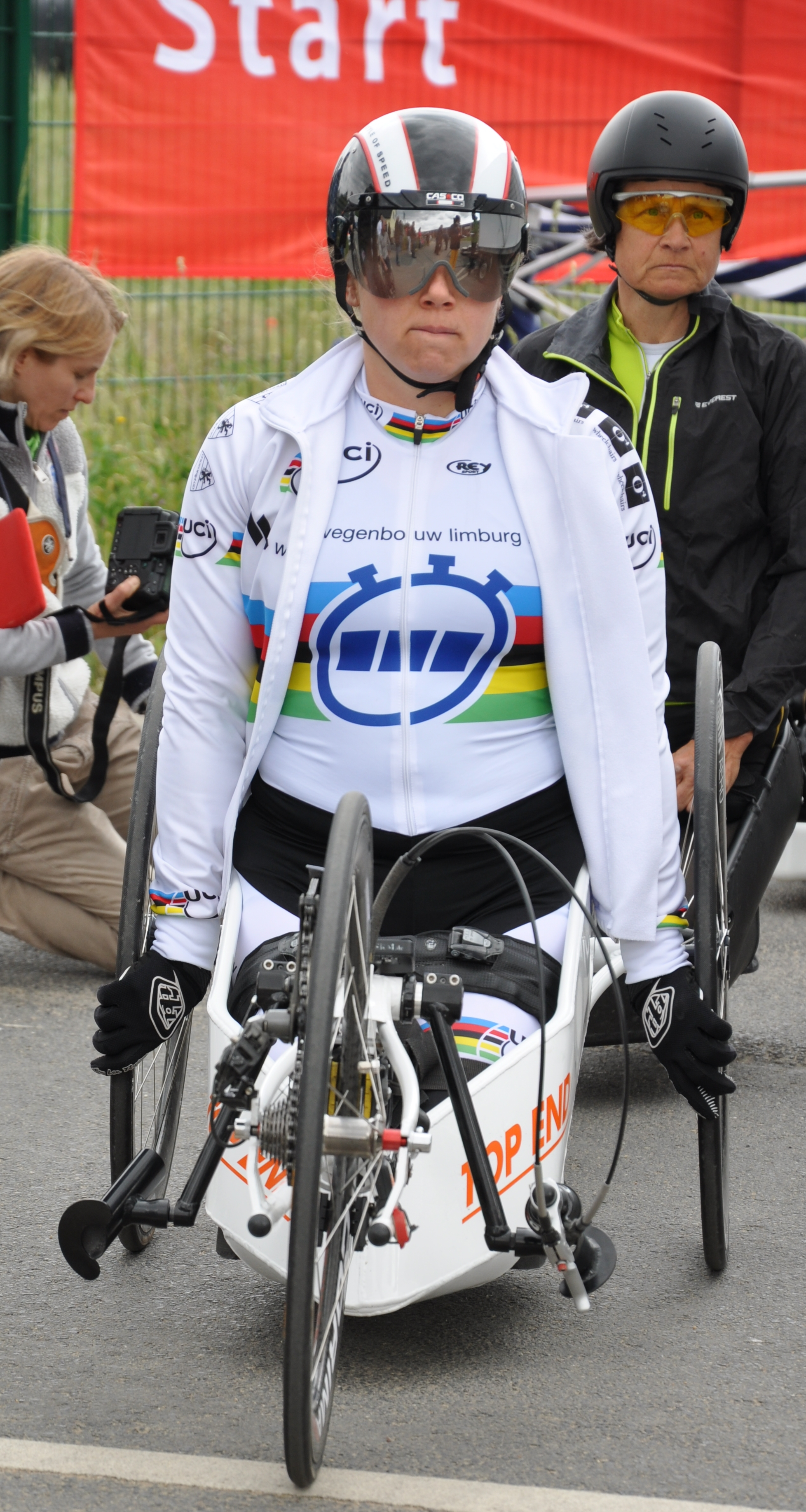
Laura de Vaan, een Nederlandse paracycliste, tijdens een race in 2016
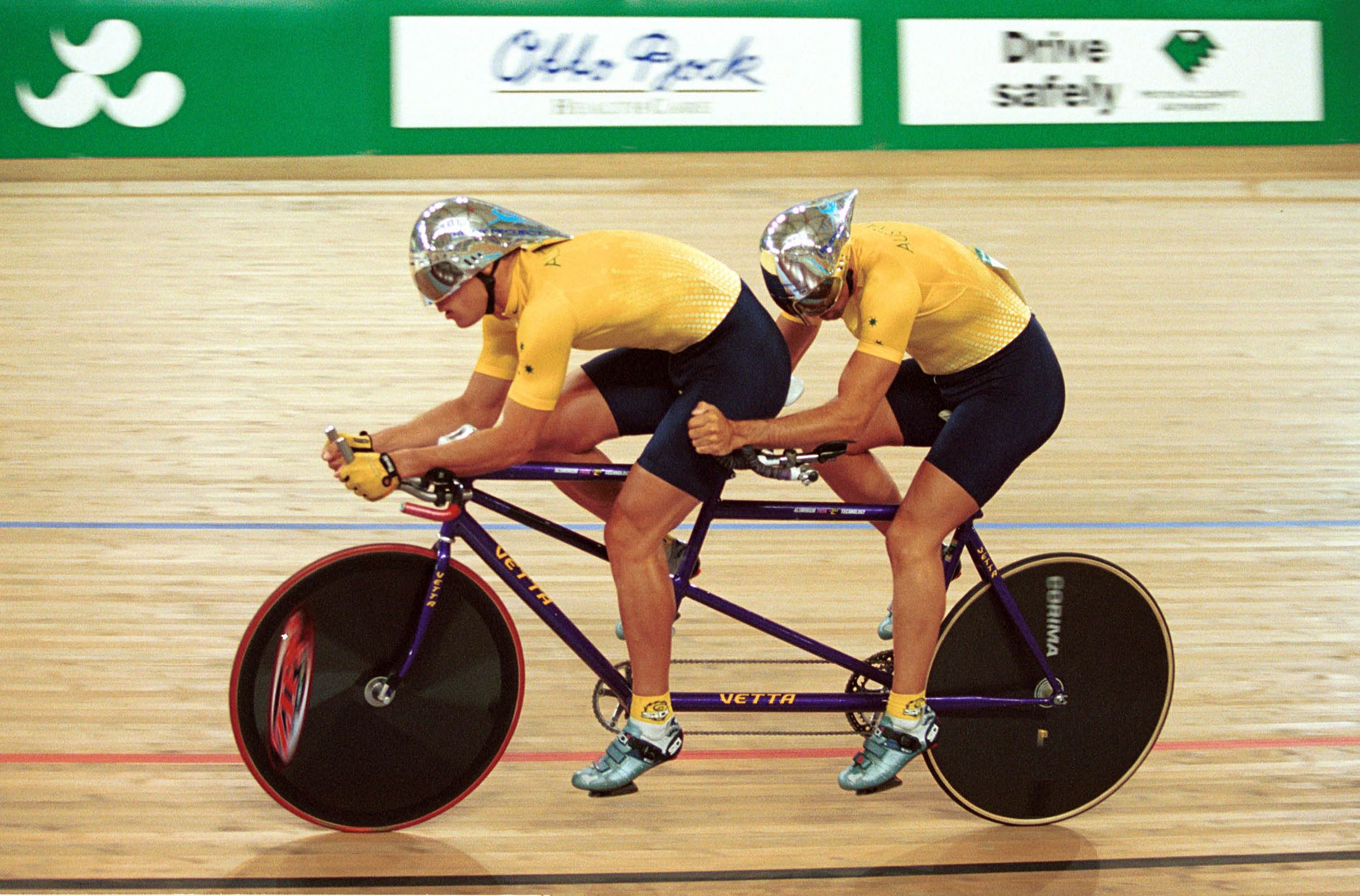
De Australische tandemrijders Eddie Hollands en Paul Clohessy tijdens de Paralympische Spelen van Sydney in 2000
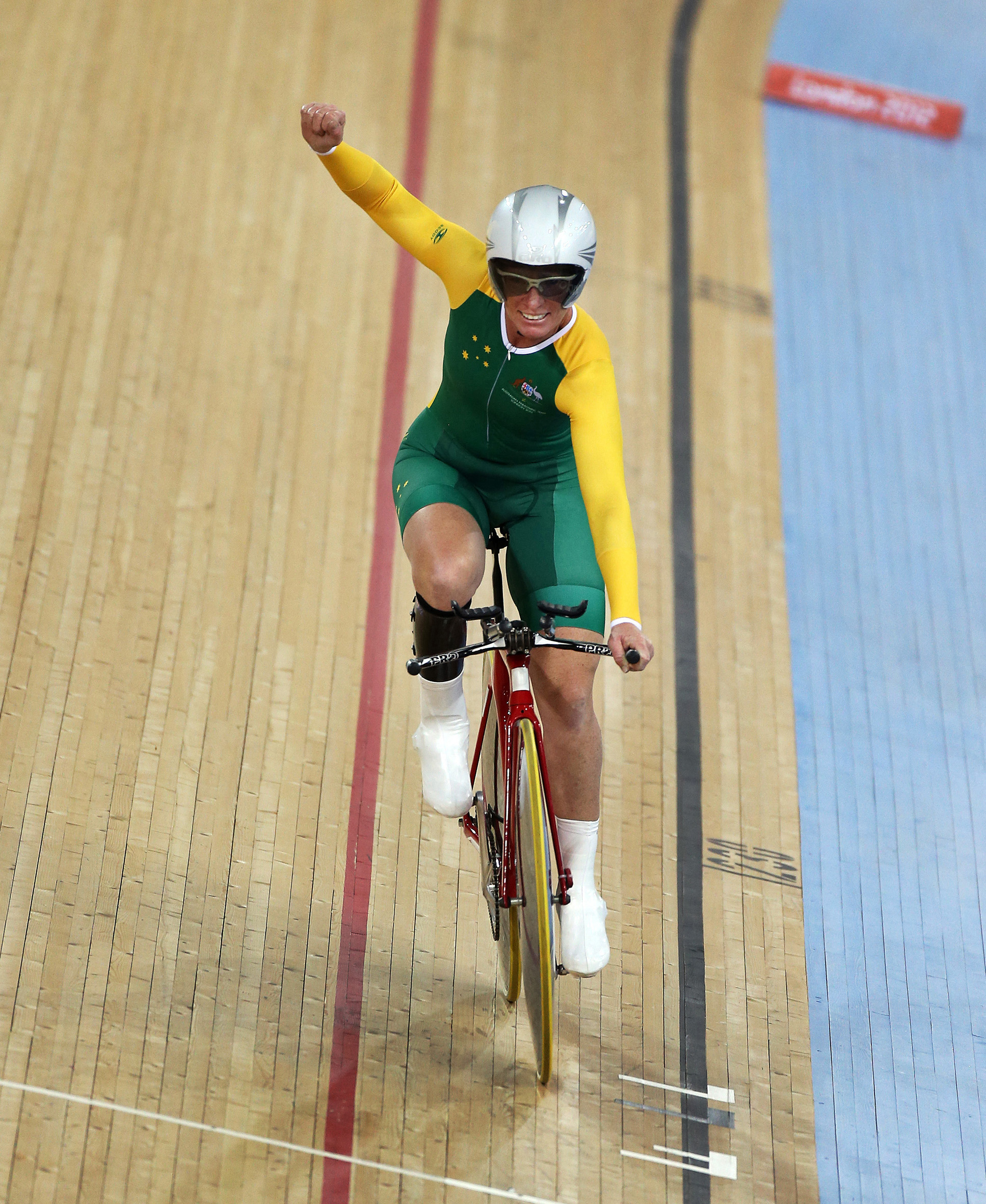
De Britse baanwielrenner Sue Powell tijden de Paralympische Spelen van Londen in 2012